# Winkelkirche

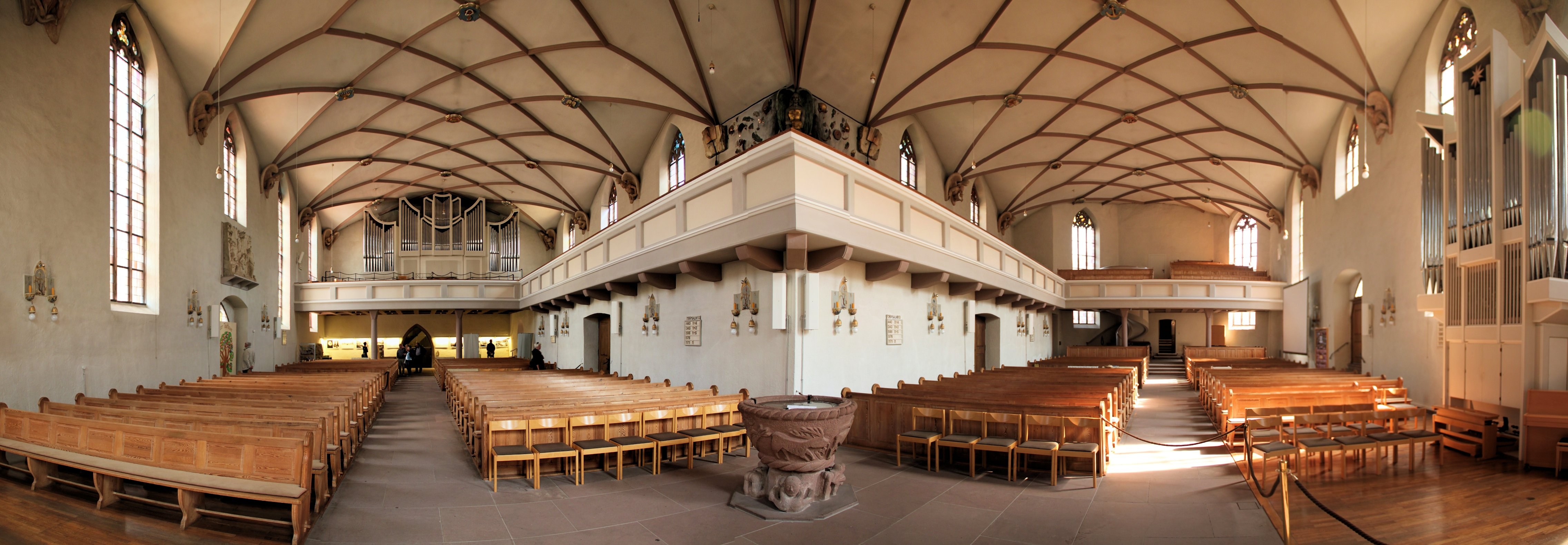
Ángulo interior de la iglesia de Freudenstadt

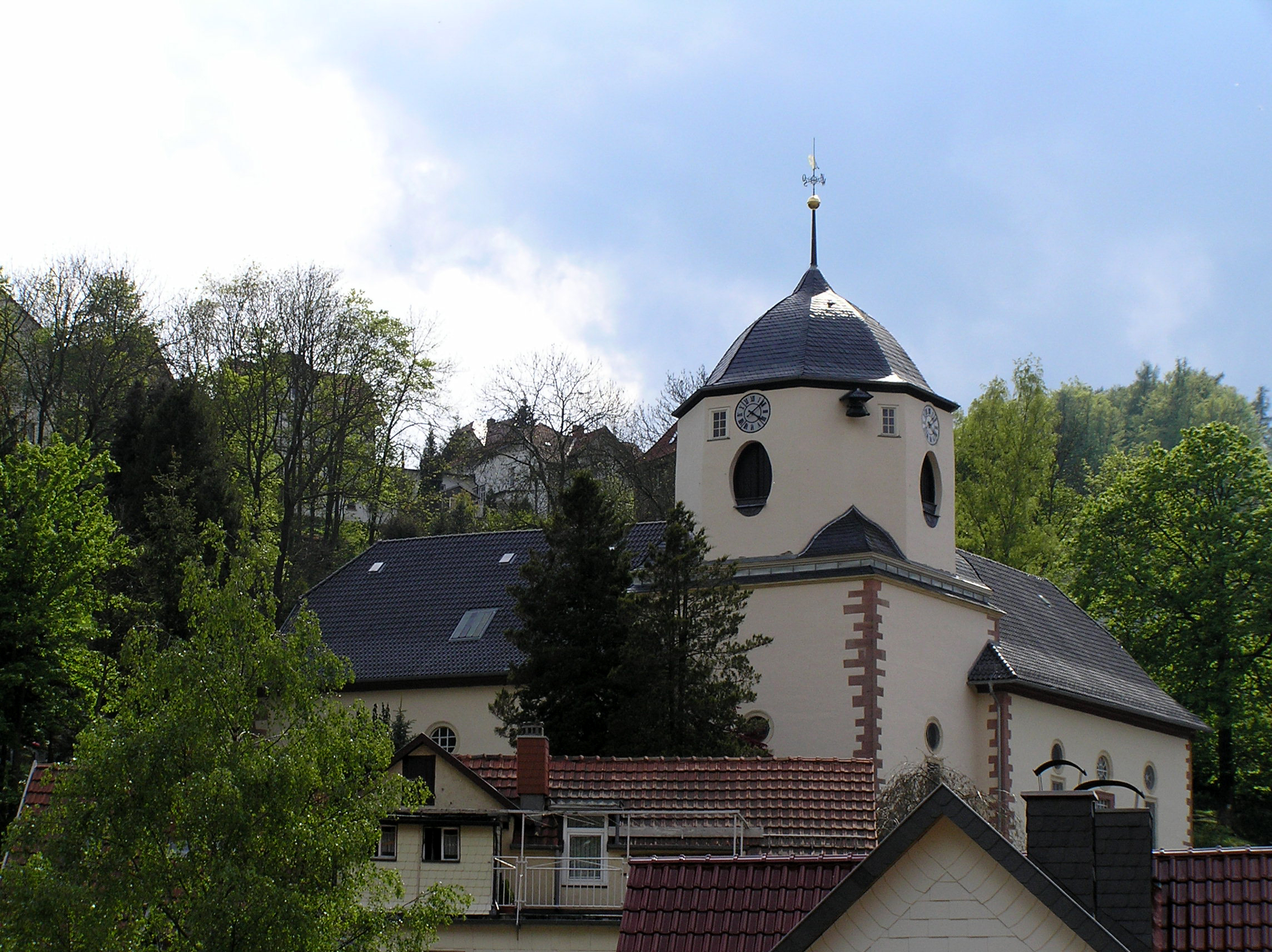
Iglesia de la Concordia - Ruhla

La iglesia angular presenta una particularidad arquitectónica en la construcción de iglesias. Consta de dos naves, en ángulo recto entre sí. El altar se encuentra en el vértice del ángulo.
Las iglesias angulares fueron diseñadas así, debido a la forma del terreno o por la ampliación de una iglesia ya existente. A la primera categoría pertenecen la iglesia de la  Concordia en Ruhla, que se encuentra en la ladera de una montaña rocosa, y la Iglesia de la ciudad de  Freuden, edificada en la esquina de la  plaza del Mercado, que tomó su forma para guardar la alineación con el resto de los edificios colindantes.
En algunas  iglesias protestantes, la forma angular fueron diseñadas por consideraciones litúrgicas, como la Iglesia Reformada Wintersingen y la Iglesia Reformada Binningen (Santa Margarita) en Basilea. 
Otras iglesias angulares se encuentran en Freckleben, Elsfleth, Küblingen y Unterschüpf. En la iglesia de la abadía en Herstelle, el coro se encuentra en ángulo recto con el espacio del público.